# Steffen Quasebarth

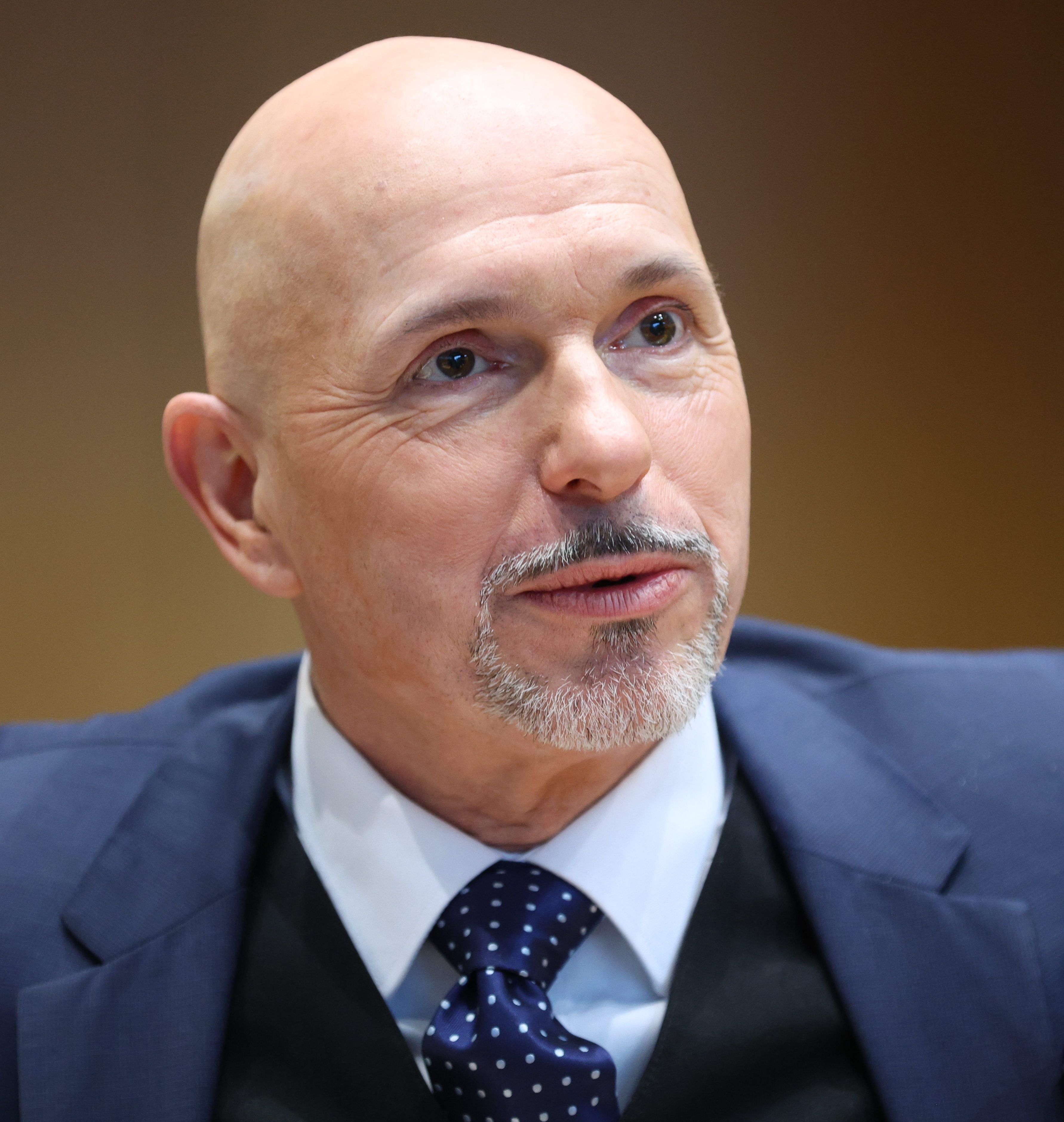
Steffen Quasebarth (2024)

Steffen Quasebarth (* 15. Juli 1970 in Erfurt) ist ein deutscher Politiker (BSW) und ehemaliger Fernsehmoderator. Bei der Landtagswahl in Thüringen 2024 wurde er in den Thüringer Landtag gewählt. Seit September 2024 ist er Vizepräsident des Thüringer Landtages.

## Beruf
Nach Abschluss der Polytechnischen Oberschule in Erfurt lernte er Friseur und arbeitete bis 1990 in diesem Beruf.
Zum Journalismus kam er als Quereinsteiger. Von 1992 bis 2024 moderierte Quasebarth das Thüringen Journal im MDR. Von 1993 bis 1996 war er auch als Radiomoderator für den sächsischen Privatsender Antenne Sachsen tätig. Dort arbeitete er unter dem Pseudonym „Fabian Rößler“. Ab 1999 arbeitete er auch als Station-Voice des KIKA/Kinderkanal von ARD und ZDF.
Im Jahr 2011 begann sich Quasebarth mit gewaltfreier Kommunikation nach Marshall B. Rosenberg zu beschäftigen. Nach einer Ausbildung durch den Thüringer GFK-Trainer Roland Eggert arbeitete Quasebarth zwischenzeitlich freiberuflich als Trainer für gewaltfreie Kommunikation.

## Politik
Im Mai 2024 verließ Quasebarth den MDR, um bei der Landtagswahl in Thüringen für das Bündnis Sahra Wagenknecht zu kandidieren. Bei der Wahl zog Quasebarth über Listenplatz drei für das BSW in den Thüringer Landtag ein. Seit dem 28. September 2024 ist er Vizepräsident des Thüringer Landtags.
Steffen Quasebarth ist Mitglied in mehreren Ausschüssen:
- Ausschuss für Bildung, Wissenschaft und Kultur
- Ausschuss für Europa, Medien, Ehrenamt und Sport
- Stellvertretender Vorsitzender des Ausschusses für Gleichstellung

Darüber hinaus ist Quasebarth Mitglied der Versammlung der Thüringer Landesmedienanstalt und des Kuratoriums der Landeszentrale für politische Bildung. Innerhalb seiner Fraktion übernimmt er als Mitglied des Fraktionsvorstandes Verantwortung und fungiert zudem als ehrenamtlicher Pressesprecher des Landesverbandes des BSW Thüringen. Neben seinen politischen Ämtern engagiert sich Quasebarth ehrenamtlich im Verein Jugendweihe Thüringen e. V.
Im März 2025 nahm Quasebarth als Gast an einer Folge des Podcasts der Thüringer AfD-Fraktion teil. In der Sendung unter dem Titel „Horch ma! – Ab durch die Brandmauer mit Steffen Quasebarth“, moderiert von AfD-Abgeordneten Stefan Möller, diskutierte er über seinen Wechsel in die Politik, Medien und gesellschaftliche Themen. Quasebarth betonte, dass er nicht für die AfD-Funktionäre spreche, sondern den Dialog mit deren Wählern suche. Insbesondere die SPD Thüringen, mit der Quasebarths BSW als Koalitionspartner zusammen mit der CDU regiert, kritisierte seine Teilnahme scharf.
Seit Juli 2025 ist Quasebarth stellvertretendes nicht stimmberechtigtes Mitglied im Landesbeirat für Menschen mit Behinderungen.